# Elisabeth von Steinheim
Elisabeth von Steinheim (* vor 1235 in Steinheim an der Murr; † zwischen 1269 und 1275 in Steinheim an der Murr) war die letzte des Geschlechts der von Steinheim und zweimal verheiratet. Während ihrer beiden Ehen trug sie die Namen Elisabeth von Hohenriet (auch als Heinriet bezeichnet) und Elisabeth von Blankenstein.

## Abstammung
Elisabeth von Steinheim war die letzte des Geschlechts von Steinheim. Ihr Vater war Albert von Steinheim. Der Stammsitz der Familie war die Burg auf dem Burgberg in Steinheim an der Murr. Noch zur Lebzeit Elisabeth von Steinheims wurde die Burg um das Jahr 1250 zerstört.
Im Jahr 1235 erhielt Elisabeth von Steinheim nach einer Rechtsstreitigkeit zwischen den Grafen Alwig und Berthold von Sulz sowie Elisabeths Vater Albert von Steinheim das Patronatsrecht der Kirche in Steinheim.

## Eheschließungen und Klostergründung
In erster Ehe war sie mit Gerung von Hohenriet (alternative Schreibweisen: Gerung von Heinriet, Gerung von Henried) verheiratet und trug den Namen Elisabeth von Hohenriet. Zur ersten Ehe ist nichts Weiteres bekannt. Um den Zeitpunkt der Zerstörung der Familienstammsitzes ging Elisabeth von Steinheim die Ehe mit ihrem zweiten Gemahl Ritter Berthold von Blankenstein ein. Ab diesem Zeitpunkt wurde sie Elisabeth von Blankenstein genannt.
Die Eheschließung mit Berthold von Blankenstein wurde am 4. April 1251 durch den Papst Innozenz IV. genehmigt. Dabei ist zu bemerken, dass am selben Tag der Papst die Genehmigung zur Gründung eines Klosters in Steinheim an der Murr ausspricht.
Aufgrund der Datumsgleichheit und des Umstands, dass Elisabeth von Steinheim bereits einmal verheiratet war, geht man davon aus, dass die Ehegenehmigung durch die Klostergründung unterstützt werden musste.
Im Jahr 1254 fand schließlich die Schenkung des Klosters statt.
Eine spätere Nonne des Klosters trug den Namen Burcsint von Heinriet, deren Mutter eine geborene Blankenstein war. Somit war Elisabeth von Steinheim zweimal mit dieser Nonne verwandt: Einmal über Elisabeths ersten Mann Gerung von Heinriet (Gerung von Hohenriet) und ein weiteres Mal über ihren zweiten Ehemann, Berthold von Blankenstein.
1269 erwarb Elisabeth von Blankenstein, mittlerweile verwitwet, gegen die Überlassung der Hälfte ihrer Güter an die Lehensherren Graf Gottfried von Löwenstein und Graf Hartmann von Grüningen (heutiges Markgröningen), die andere Hälfte zu freiem Eigentum und schenkte diese dem bereits 1254 von ihr und ihrem zweiten Gemahl gegründeten Kloster Mariental in Steinheim an der Murr.
Von Elisabeth von Steinheim sind keine Schriften oder Abbildungen erhalten.